# Burni Gayam
Burni Gayam är ett berg i Indonesien.   Det ligger i provinsen Aceh, i den västra delen av landet, 1 600 km nordväst om huvudstaden Jakarta. Toppen på Burni Gayam är 759 meter över havet.
Terrängen runt Burni Gayam är huvudsakligen kuperad.  Trakten runt Burni Gayam är nära nog obefolkad, med mindre än två invånare per kvadratkilometer. I omgivningarna runt Burni Gayam växer i huvudsak städsegrön lövskog.